# 오스왈드 래빗
오스왈드 래빗(영어: Oswald the Lucky Rabbit)은 1927년에 월트 디즈니와 어브 아이웍스가 유니버설 스튜디오를 위해 만든 만화 캐릭터다. 그는 1927년부터 1938년까지 극장에 개봉된 여러 단편 애니메이션에 출연했다. 27개의 애니메이션 오스왈드 단편이 월트 디즈니 애니메이션 스튜디오에서 제작되었다. 디즈니 스튜디오가 오스왈드 시리즈에서 제거되고 여러 애니메이터가 윙크러로 떠났을 때 월트 디즈니와 아이웍스는 미키 마우스를 만들었다.
오스왈드는 디즈니의 2010년 비디오 게임 에픽 미키에서 다시 명성을 얻었었다. 게임의 메타 픽션 줄거리는 오스왈드의 실제 역사와 유사하며, 디즈니에 의한 캐릭터의 버림감과 미키 마우스에 대한 부러움을 다룬다.

## 역사
데뷔작인 'Trolley Troubles'때부터의 애니메이션이나 작중 모습은 훗날 초창기의 미키의 애니메이션이나 작중 모습과 상당히 유사하다. 사실상 오마주 수준.
그나마 차이점을 읊어 보자면 미키 마우스 세계관 내에서 악역 중의 악역인 블랙 피트는 오스왈드의 세계관에선 (적어도 미키에 비해선) 단순한 악우 정도로 등장하는 에피소드들도 꽤 된다. 예를 들어 'Hells Heels' 에피소드에서는 둘이 같이 은행을 털고 다니는 갱으로 등장한다던가... 등등
그러나 에픽 미키에서는 극초반부나 극후반부를 제외하고는 이러했던 모습들이 거의 사라지고 과묵한 모습들이 많이 보여짐으로써 원판을 알고 있는 팬들에게 적잖은 충격을 주었다. 특히 미키 마우스의 '미치광이 박사'의 수상한 제안에도 해맑게 승낙하는 듯한 그의 모습은 더더욱.
그래도 일부 장면에서는 미키의 원판다운 모습들도 꽤 보여줌으로써 그의 천성은 아직 견제함을 입증했다.
사실 오스왈드는 그 당시에 막 애니메이션 사업에 손을 뻗치려던 유니버설 픽쳐스의 발주로 만들어졌지만, 개봉 전부터 유니버셜 영화거래 검토위원회가 '스토리에 중심이 없다'느니, '캐릭터가 없어보인다'며 태클을 걸자 디즈니 사장이 반론을 제기했지만 좌절했다. 그가 만든 단편작품들은 작은 테마를 빠른 개그와 변화무쌍한 움직임으로 표현하는 게 특징인데, 줄거리를 고집하는 헐리우드식으로 보면 이야기가 없는 '저질 작품'으로 보였기 때문이었다.
그래도 디즈니 초기 만화 중에서도 상당히 성공한 캐릭터이며 당시 단편애니 사상 흥행 신기록을 세웠고, 제작사 '월트 디즈니 프로덕션' 역시 이름이 알려졌다. 디즈니 사장은 이 때를 노려 뉴욕까지 가서 유니버셜에 제작비를 올려달라고 요청했으나, 유니버셜은 제작비를 무조건 깎으라고 요구하며 이에 승복하지 않으면 디즈니 프로덕션도 인수할 것이라고 협박했다. 디즈니는 놀란 나머지 로스앤젤레스 스튜디오로 돌아왔으나, 어브 등 애니메이터들은 배급사 측의 공작으로 저작권을 가지고 잠적한 뒤였다.
이에 대해 디즈니는 과거를 청산하겠다고 했고, 1929년에 반론 없이 유니버셜에 판권을 넘겨주었다. 그런 연유로 중간에 외형이 바뀌었으며, 유니버설 스튜디오에서도 오스왈드가 출연한 애니메이션을 1943년까지만 만들었고, 그 이후로는 실로 오랜 세월의 휴식기에 들어갔다. 반면 디즈니는 이때의 경험을 계기로 '하청 따위 다신 안 받겠다!'고 다짐했고, 그의 결심은 미키 마우스의 탄생으로 이어지게 된다.
그러다가 2006년 2월, 디즈니 CEO 밥 아이거(Bob Iger)가 스포츠 캐스터 앨 마이클스(Al Michaels)가 월트 디즈니 컴퍼니 산하의 ABC, ESPN와 맺은 고용 계약을 해지해주는 대신 유니버설이 오스왈드에 대한 권리를 디즈니에 돌려주는 식으로 맞교환을 하여 78년 만에 디즈니로 돌아오게 된다. 단, 대략 외형이 바뀐 이후의 작품에 대한 권리는 유니버설이 계속 유지한다고 한다.
덕분에 2010년 말에 디즈니에서 제작한 Wii용 게임 에픽 미키에서는 미키의 숙적으로 등장하였다. 2012년 속편 (에픽 미키 2: 더 파워 오브 투)에는 미키와 함께 플레이어블 캐릭터로 돌아왔다.
그러다 2013년, 겨울왕국 시작 전에 상영되는 단편 말을 잡아라에 카메오 출연함으로써 디즈니로 돌아온 이후 처음으로 애니메이션 작품에 출연하는 동시에 70년 만에 애니메이션계로 복귀하였다.
현재는 애니메이션 캐릭터보다는 90년에 가까운 역사를 자랑하는 아이콘으로서의 이미지를 활용한 패션 상품 제작에 쓰이고 있으며, 일본 등지에서 대 히트를 쳤다. 이를 보고 배가 아팠던 드림웍스는 대항마로서 요술고양이 펠릭스의 상표권을 구입하게 된다.

## 인격
그는 활기차고 창의적이며 모험심이 많았으며 거의 항상 문제를 일으켰지 만 교활함과 재치로 탈출구를 찾았다. 그러나 그는 주위에 생쥐가 있는 곳에서 성미가 짧고 화를 낸다. 그러나 미키 마우스가 그의 삶에 와서 그의 것보다 더 대중적으로 성장하기 시작한 이후, 그는 질투하고 무책임하고 약간 바보가 되었다. 하지만 그와 미키가 직면한 문제에도 불구하고 오스왈드는 행복하고, 친절하고, 용감해졌다.

## 같이 보기
- 미국 애니메이션의 황금시대

이런! 그래요? 저는 오스왈드입니다. 저는 카툰 웨이스트랜드를 운영합니다. 그 전에는 유명했던 스타였습니다! 
당신이 내 인기를 훔칠 때까지, 바보쥐! 
당신의 이름과 모습은이 모든 쓰레기에 있습니다. 수년 동안, 나는 당신이 내가 마땅히 받아야 할 모든 성공을 왜 얻었는지 궁금해 하면서이 산을 보았습니다. 오랫동안 나는 그것을 최대한 활용하려고 노력했고, 다른 모든 잊혀진 캐릭터들, 특히 내 연인, 오루텐시아, 그리고 우리 토끼 아이들을 위해 좋은 장소를 만들려고 노력했습니다. 우리는 괜찮은 일을 하고있었습니다-더 얇은 재해까지. 
어쨌든 무슨 상관이야? 당신은 이미 당신이 필요로하는 마음을 가지고 있습니다! 
잊혀진 캐릭터는 마음을 잃습니다. 마음 없이는 아무도 웨이스트랜드! 네가 내 명예의 자리를 차지하기 전에 나는 마음이 있었다! 
왜 그가 당신을 더 좋아하는지 알기 시작했습니다. 
오래 전, 오루텐시아와 나는 그것을 닫았습니다. 우리는 웨이스트랜드를 구했지만 오루텐시아를 잃었습니다. 그래서 나는 주전자를 지키기 위해 여기 산에 머물러 있습니다. 당신이 싸운 사람들은 그냥 "블롯"입니다. 
들어 봐, 쥐, 내가 잘못 판단했을지도 몰라. 오루텐시아는 내가 더 나은 사람이되기를 원할 것입니다. 다시 시작합시다. 그것에 악수? 
훌륭해? (미키: 미안해) 알고 있었어! 당신은 이유없이 내 집과 내 삶을 망쳤습니다! 
신경 쓰지 마세요, 저는 실수를 저질렀습니다. 우리 둘 다 용서가 필요한 것 같아, 미키! 잠깐만 더 고백 할게요? (미키 : 안돼!) 당신은 매드 닥터를 만들지 않았나요? (미키 : 안돼!) 누구 납치? (미키 : 안돼!) 두뇌 교환? (미키 : 그냥 악수!) 
어서, 오루텐시아, 누구든지 두 번째 기회를받을 자격이 있습니까? 
죄송합니다. 그런 뜻이 아닙니다. 하지만 매드 닥터와 얘기하고 있었어요. 그는 우리가 사악한 생물의 공격을 받고 있다고 경고하러 왔습니다. 그는 그들이 "부분 블롯, 부분 애니마트로닉스"라고 말했다. 그리고 모두 나쁘다. 
와, 여기 좀 봐! 매드 닥는 작은 일을하지 않습니다, 그렇죠? 
아! 사보타주! 
누가 프로젝터를 훔쳤는 지 알아 내려고합니다. 하지만 그들은 내 좋은 친구이자 좋은 사람들입니다. 우!, 작동하지 않습니다. 저는 형사가 아닙니다. 호레이스에게 도움을 요청해야한다고 생각하세요? 
나는 의사가 나에게 거짓말을 했다는 것을 믿을 수 없다! 어서! 의사가 있는지 보러 가자! 
넌 못해, 미키! 붓이 그를 타의 추종을 불허합니다! (미키 : 그럼 그를 막자!) 